# 新庄镇 (费县)
新庄镇，是中华人民共和国山東省临沂市费县下辖的一个乡镇级行政单位。

## 行政区划
新庄镇下辖以下地区：
鲍家庄村、余店子村、管流庄村、崇山头村、李家白露村、横沟崖村、宋家岭村、相家庄村、新庄村、石亭村、东纸房村、岳山村、柳泉村、永盛村、东流村、富隆村、归仁庄村、祥和村、芦山村、轴沟村、胜庄村、四盛村、太和村、水牛石村、邵家白露村、驼驿村、信兴庄村、新照庄村、金石沟村、赵家茧坡村、朱家茧坡村、华强村和柱子村。